# Europaspiele 2015/Teilnehmer (Griechenland)
| Gelbes Symbol für Goldmedaillen mit stilisierten Olympischen Ringen | Graues Symbol für Silbermedaillen mit stilisierten Olympischen Ringen | Braundes Symbol für Bronzemedaillen mit stilisierten Olympischen Ringen |
| ------------------------------------------------------------------- | --------------------------------------------------------------------- | ----------------------------------------------------------------------- |
| 1                                                                   | 4                                                                     | 4                                                                       |

Griechenland nahm in Baku an den Europaspielen 2015 teil. Vom Elliniki Olympiaki Epitropi wurden 138 Athleten in 18 Sportarten nominiert.

## Badminton
| Athleten                   | Wettbewerb | Gruppenphase                         | Gruppenphase | Gruppenphase | Gruppenphase | Achtelfinale | Achtelfinale | Viertelfinale | Viertelfinale | Halbfinale | Halbfinale | Finale | Finale   | Rang |
| Athleten                   | Wettbewerb | Gegner                               | Ergebnis     | Punkte       | Rang         | Gegner       | Ergebnis     | Gegner        | Ergebnis      | Gegner     | Ergebnis   | Gegner | Ergebnis | Rang |
| -------------------------- | ---------- | ------------------------------------ | ------------ | ------------ | ------------ | ------------ | ------------ | ------------- | ------------- | ---------- | ---------- | ------ | -------- | ---- |
| Frauen                     |            |                                      |              |              |              |              |              |               |               |            |            |        |          |      |
| Ioanna Karkantzia          | Einzel     | Dorotea Sutara                       | 18:21, 18:21 | 0            | 4            | –            | –            | –             | –             | –          | –          | –      | –        |      |
| Ioanna Karkantzia          | Einzel     | Ksenia Polikarpova                   | 4:21, 4:21   | 0            | 4            | –            | –            | –             | –             | –          | –          | –      | –        |      |
| Ioanna Karkantzia          | Einzel     | Neslihan Yiğit                       | 6:21, 9:21   | 0            | 4            | –            | –            | –             | –             | –          | –          | –      | –        |      |
| Männer                     |            |                                      |              |              |              |              |              |               |               |            |            |        |          |      |
| Georgios Charalambidis     | Einzel     | Scott Evans                          | 7:21, 9:21   | 0            | 4            | –            | –            | –             | –             | –          | –          | –      | –        |      |
| Georgios Charalambidis     | Einzel     | Gergely Krausz                       | 11:21, 16:21 | 0            | 4            | –            | –            | –             | –             | –          | –          | –      | –        |      |
| Georgios Charalambidis     | Einzel     | Yuhan Tan                            | 10:21, 12:21 | 0            | 4            | –            | –            | –             | –             | –          | –          | –      | –        |      |
| Mixed                      |            |                                      |              |              |              |              |              |               |               |            |            |        |          |      |
| Eirini Tenta Petros Tentas | Doppel     | Laura Sárosi Gergely Krausz          | 4:21, 5:21   | 0            | 4            | –            | –            | –             | –             | –          | –          | –      | –        |      |
| Eirini Tenta Petros Tentas | Doppel     | Kira Kattenbeck Raphael Beck         | 11:21, 6:21  | 0            | 4            | –            | –            | –             | –             | –          | –          | –      | –        |      |
| Eirini Tenta Petros Tentas | Doppel     | Audrey Fontaine Gaëtan Mittelheisser | 4:21, 5:21   | 0            | 4            | –            | –            | –             | –             | –          | –          | –      | –        |      |

## Basketball 3x3
| Athleten                                                                         | Gruppenphase                                       | Achtelfinale | Achtelfinale | Viertelfinale | Viertelfinale | Halbfinale | Halbfinale | Finale/Spiel um Bronze | Finale/Spiel um Bronze | Rang |
| Athleten                                                                         | Gruppenphase                                       | Gegner       | Ergebnis     | Gegner        | Ergebnis      | Gegner     | Ergebnis   | Gegner                 | Ergebnis               | Rang |
| -------------------------------------------------------------------------------- | -------------------------------------------------- | ------------ | ------------ | ------------- | ------------- | ---------- | ---------- | ---------------------- | ---------------------- | ---- |
| Frauen                                                                           |                                                    |              |              |               |               |            |            |                        |                        |      |
| Vasiliki Zuzana Karampatsa Afroditi Kosma Aikaterini Spatharou Nafsika Stavridou | Niederlande 13:8 Schweiz 16:18 Aserbaidschan 15:21 | Rumänien     | 15:6         | Ukraine       | 19:21         | –          | –          | –                      | –                      |      |
| Männer                                                                           |                                                    |              |              |               |               |            |            |                        |                        |      |
| Georgios Bogris Leonidas Kaselakis Epameinondas Papantoniou Grigorios Rallatos   | Estland 19:16 Italien 11:9 Serbien 17:22           | Belgien      | 21:12        | Slowenien     | 17:18         | –          | –          | –                      | –                      |      |

## Beachvolleyball
| Athleten                                 | Gruppenphase                               | 1. Runde (32er)               | 1. Runde (32er) | Achtelfinale | Achtelfinale | Viertelfinale | Viertelfinale | Halbfinale | Halbfinale | Finale/Spiel um Bronze | Finale/Spiel um Bronze | Rang |
| Athleten                                 | Gruppenphase                               | Gegner                        | Ergebnis        | Gegner       | Ergebnis     | Gegner        | Ergebnis      | Gegner     | Ergebnis   | Gegner                 | Ergebnis               | Rang |
| ---------------------------------------- | ------------------------------------------ | ----------------------------- | --------------- | ------------ | ------------ | ------------- | ------------- | ---------- | ---------- | ---------------------- | ---------------------- | ---- |
| Frauen                                   |                                            |                               |                 |              |              |               |               |            |            |                        |                        |      |
| Panagiota Karagkouni Pigi Anna Metheniti | Finnland 0:2 Bulgarien 2:0 Niederlande 1:2 | Rimke Braakman Jolien Sinnema | 0:2             | –            | –            | –             | –             | –          | –          | –                      | –                      |      |
| Männer                                   |                                            |                               |                 |              |              |               |               |            |            |                        |                        |      |
| Georgios Kotsilianos Nikos Zoupanis      | Lettland 2:0 Ukraine 2:1 Italien 0:2       | Jan Dumek Robert Kufa         | 1:2             | –            | –            | –             | –             | –          | –          | –                      | –                      |      |

## Bogenschießen
| Athleten                                 | Wettbewerb | Platzierungsrunde | Platzierungsrunde | 1. Runde (64er)        | 1. Runde (64er) | 2. Runde (32er)    | 2. Runde (32er) | Achtelfinale      | Achtelfinale | Viertelfinale  | Viertelfinale | Halbfinale    | Halbfinale | Finale/Spiel um Bronze | Finale/Spiel um Bronze | Rang |
| Athleten                                 | Wettbewerb | Ringe             | Rang              | Gegner                 | Ergebnis        | Gegner             | Ergebnis        | Gegner            | Ergebnis     | Gegner         | Ergebnis      | Gegner        | Ergebnis   | Gegner                 | Ergebnis               | Rang |
| ---------------------------------------- | ---------- | ----------------- | ----------------- | ---------------------- | --------------- | ------------------ | --------------- | ----------------- | ------------ | -------------- | ------------- | ------------- | ---------- | ---------------------- | ---------------------- | ---- |
| Frauen                                   |            |                   |                   |                        |                 |                    |                 |                   |              |                |               |               |            |                        |                        |      |
| Ariadni Chorti                           | Einzel     | 615               | 49                | Elena Tonetta          | 2 : 6           | –                  | –               | –                 | –            | –              | –             | –             | –          | –                      | –                      |      |
| Anatoli Martha Gkorila                   | Einzel     | 601               | 55                | Lidiia Sichenikova     | 2 : 6           | –                  | –               | –                 | –            | –              | –             | –             | –          | –                      | –                      |      |
| Evangelia Psarra                         | Einzel     | 630               | 28                | Natasja Bech           | 6 : 2           | Kristina Timofeeva | 6 : 4           | Anastasia Pavlova | 6 : 5        | Yasemin Anagoz | 6 : 0         | Karina Winter | 2 : 6      | Alicia Marin           | 4 : 6                  | 4    |
| Mannschaft                               | Mannschaft | 1846              | 14                | –                      | –               | –                  | –               | Italien           | 2 : 6        | –              | –             | –             | –          | –                      | –                      |      |
| Männer                                   |            |                   |                   |                        |                 |                    |                 |                   |              |                |               |               |            |                        |                        |      |
| Alexandros Karageorgiou                  | Einzel     | 630               | 53                | Miguel Alvarino Garcia | 4 : 6           | –                  | –               | –                 | –            | –              | –             | –             | –          | –                      | –                      |      |
| Mixed                                    |            |                   |                   |                        |                 |                    |                 |                   |              |                |               |               |            |                        |                        |      |
| Evangelia Psarra Alexandros Karageorgiou | Team       | 1260              | 24                | –                      | –               | –                  | –               | –                 | –            | –              | –             | –             | –          | –                      | –                      |      |

## Boxen
| Athleten             | Wettbewerb                  | 1. Runde (32er) | 1. Runde (32er) | Achtelfinale | Achtelfinale | Viertelfinale | Viertelfinale | Halbfinale | Halbfinale | Finale | Finale   | Rang |
| Athleten             | Wettbewerb                  | Gegner          | Ergebnis        | Gegner       | Ergebnis     | Gegner        | Ergebnis      | Gegner     | Ergebnis   | Gegner | Ergebnis | Rang |
| -------------------- | --------------------------- | --------------- | --------------- | ------------ | ------------ | ------------- | ------------- | ---------- | ---------- | ------ | -------- | ---- |
| Männer               |                             |                 |                 |              |              |               |               |            |            |        |          |      |
| Panagiotis Matsagkos | Leichtgewicht bis 60 kg     | Luke McCormick  | 0:3             | –            | –            | –             | –             | –          | –          | –      | –        |      |
| Polyneikis Kalamaras | Halbschwergewicht bis 81 kg | Džemal Bošnjak  | 0:3             | –            | –            | –             | –             | –          | –          | –      | –        |      |

## Fechten
| Athleten                            | Wettbewerb     | Gruppenphase | Gruppenphase | 1. Runde (32er)   | 1. Runde (32er) | Achtelfinale | Achtelfinale | Viertelfinale   | Viertelfinale | Halbfinale / Klassifikation | Halbfinale / Klassifikation | Finale / Platzierung | Finale / Platzierung | Rang |
| Athleten                            | Wettbewerb     | Bilanz       | Platzierung  | Gegner            | Ergebnis        | Gegner       | Ergebnis     | Gegner          | Ergebnis      | Gegner                      | Ergebnis                    | Gegner               | Ergebnis             | Rang |
| ----------------------------------- | -------------- | ------------ | ------------ | ----------------- | --------------- | ------------ | ------------ | --------------- | ------------- | --------------------------- | --------------------------- | -------------------- | -------------------- | ---- |
| Frauen                              |                |              |              |                   |                 |              |              |                 |               |                             |                             |                      |                      |      |
| Aikaterini Maria Kontochristopoulou | Florett Einzel | 2:3 Siege    | 5            | Diana Jakowlewa   | 8:15            | –            | –            | –               | –             | –                           | –                           | –                    | –                    |      |
| Vassiliki Vougiouka                 | Säbel Einzel   | 5:0 Siege    | 1            | –                 | –               | Laia Vila    | 15:8         | Sevil Bünyatova | 12:15         | –                           | –                           | –                    | –                    |      |
| Männer                              |                |              |              |                   |                 |              |              |                 |               |                             |                             |                      |                      |      |
| Nikolaos Kontochristopoulos         | Florett Einzel | 3:2 Siege    | 4            | Damiano Rosatelli | 7:15            | –            | –            | –               | –             | –                           | –                           | –                    | –                    |      |
| Georges Tsouroutas                  | Säbel Einzel   | 1:4 Siege    | 5            | –                 | –               | –            | –            | –               | –             | –                           | –                           | –                    | –                    |      |

## Judo
| Athleten            | Wettbewerb                     | 1. Runde        | 1. Runde  | 2. Runde                  | 2. Runde  | Achtelfinale  | Achtelfinale | Viertelfinale   | Viertelfinale | Hoffnungsrunde Halbfinale | Hoffnungsrunde Halbfinale | Halbfinale        | Halbfinale | Hoffnungsrunde Finale | Hoffnungsrunde Finale | Finale / Kampf um Bronze | Finale / Kampf um Bronze | Rang   |
| Athleten            | Wettbewerb                     | Gegner          | Ergebnis  | Gegner                    | Ergebnis  | Gegner        | Ergebnis     | Gegner          | Ergebnis      | Gegner                    | Ergebnis                  | Gegner            | Ergebnis   | Gegner                | Ergebnis              | Gegner                   | Ergebnis                 | Rang   |
| ------------------- | ------------------------------ | --------------- | --------- | ------------------------- | --------- | ------------- | ------------ | --------------- | ------------- | ------------------------- | ------------------------- | ----------------- | ---------- | --------------------- | --------------------- | ------------------------ | ------------------------ | ------ |
| Männer              |                                |                 |           |                           |           |               |              |                 |               |                           |                           |                   |            |                       |                       |                          |                          |        |
| Georgios Azoidis    | Klasse bis 73 kg               | Marco Maddaloni | 1001-0003 | Miklós Ungvári            | 0001-1003 | –             | –            | –               | –             | –                         | –                         | –                 | –          | –                     | –                     | –                        | –                        |        |
| Alexios Danatsidis  | Klasse bis 81 kg               | –               | –         | Adrian Nacimiento Lorenzo | 0001-1003 | –             | –            | –               | –             | –                         | –                         | –                 | –          | –                     | –                     | –                        | –                        |        |
| Roman Moustopoulos  | Klasse bis 81 kg               | –               | –         | Asaf Chen                 | 0002-1002 | –             | –            | –               | –             | –                         | –                         | –                 | –          | –                     | –                     | –                        | –                        |        |
| Ilias Iliadis       | Klasse bis 90 kg               | –               | –         | David Kukovica            | 1010-0003 | Marc Odenthal | 0102-0002    | Kirill Denissow | 0003-0002     | –                         | –                         | Aleksandar Kukolj | 0002-0003  | Beka Ghwiniaschwili   | 0002-0003             | –                        | –                        | Bronze |
| Klimis Papachristos | Klasse bis 57 kg Sehbehinderte | –               | –         | –                         | –         | –             | –            | Hayran Dursun   | 1001-0000     | İlham Zəkiyev             | 000-100                   | Mislimov Zakir    | 0003-1002  | –                     | –                     | –                        | –                        |        |

## Kanu
| Athleten               | Wettbewerb | Vorlauf    | Vorlauf | Halbfinale | Halbfinale | Finale     | Finale | Rang |
| Athleten               | Wettbewerb | Zeit (min) | Rang    | Zeit (min) | Rang       | Zeit (min) | Rang   | Rang |
| ---------------------- | ---------- | ---------- | ------- | ---------- | ---------- | ---------- | ------ | ---- |
| Frauen                 |            |            |         |            |            |            |        |      |
| Sofia Pipitsouli       | K1 200 m   | 0:45,270   | 22      |            |            |            |        |      |
| Sofia Pipitsouli       | K1 500 m   | 2:05,547   | 26      |            |            |            |        |      |
| Männer                 |            |            |         |            |            |            |        |      |
| Stylianos Chatzopoulos | K1 200 m   | 3:51,165   | 22      |            |            |            |        |      |
| Kyriakos Syriopoulos   | K1 1000 m  | 3:39,410   | 21      | 3:49,098   | 27         |            |        |      |
| Kyriakos Syriopoulos   | K1 5000 m  |            |         |            |            | 23:12,512  | 20     | 20   |

## Karate
| Athleten                 | Wettbewerb        | Gruppenphase                                             | Gruppenphase | Halbfinale | Halbfinale | Finale/Kampf um Bronze | Finale/Kampf um Bronze | Rang   |
| Athleten                 | Wettbewerb        | Gegner                                                   | Ergebnis     | Gegner     | Ergebnis   | Gegner                 | Ergebnis               | Rang   |
| ------------------------ | ----------------- | -------------------------------------------------------- | ------------ | ---------- | ---------- | ---------------------- | ---------------------- | ------ |
| Frauen                   |                   |                                                          |              |            |            |                        |                        |        |
| Vasiliki Panetsidou      | Kumite über 68 kg | Alisa Theresa Buchinger Cristina Vizcaíno Irina Zaretska | 1:2 6:3 0:1  | –          | –          | –                      | –                      |        |
| Männer                   |                   |                                                          |              |            |            |                        |                        |        |
| Michail Georgios Tzanos  | Kumite bis 84 kg  | Aykhan Mamayev Kenji Grillon Yaroslav Horuna             | 0:0 5:4 8:0  | Uğur Aktaş | 2:1        | Aykhan Mamayev         | 1:1                    | Silber |
| Spyridon Margaritopoulos | Kumite über 84 kg | Martin Nestorovski Enes Erkan Shahin Atamov              | 0:0 0:8 2:0  | –          | –          | –                      | –                      |        |

## Radsport

### BMX
| Athleten          | Wettbewerb | Qualifikation | Qualifikation | Viertelfinale | Viertelfinale | Halbfinale | Halbfinale | Finale | Finale | Rang |
| Athleten          | Wettbewerb | Zeit          | Rang          | Punkte        | Rang          | Zeit       | Rang       | Zeit   | Rang   | Rang |
| ----------------- | ---------- | ------------- | ------------- | ------------- | ------------- | ---------- | ---------- | ------ | ------ | ---- |
| Frauen            |            |               |               |               |               |            |            |        |        |      |
| Eirini Mavraki    | Race       | 52,169 s      | 14            | 19            | 6             | –          | –          | –      | –      |      |
| Männer            |            |               |               |               |               |            |            |        |        |      |
| Ioannis Korfiatis | Race       | 52,160 s      | 30            | 24            | 8             | –          | –          | –      | –      |      |

### Mountainbike
| Athleten             | Wettbewerb    | Zeit (h)   | Rang       |
| -------------------- | ------------- | ---------- | ---------- |
| Frauen               |               |            |            |
| Danai Stroumpouli    | Cross-Country | überrundet | überrundet |
| Männer               |               |            |            |
| Dimitrios Antoniadis | Cross-Country | überrundet | überrundet |

### Straße
| Athleten               | Wettbewerb      | Zeit                 | Rang                 |
| ---------------------- | --------------- | -------------------- | -------------------- |
| Frauen                 |                 |                      |                      |
| Varvara Fasoi          | Straßenrennen   | Rennen nicht beendet | Rennen nicht beendet |
| Varvara Fasoi          | Einzelzeitfahrt | 36:24,82             | 26                   |
| Männer                 |                 |                      |                      |
| Charalampos Kastrantas | Straßenrennen   | Rennen nicht beendet | Rennen nicht beendet |
| Ioannis Tamouridis     | Straßenrennen   | 5:33:43              | 36                   |
| Polychronis Tzortzakis | Straßenrennen   | Rennen nicht beendet | Rennen nicht beendet |
| Polychronis Tzortzakis | Einzelzeitfahrt | 1:09:24,51           | 35                   |

## Ringen
| Athleten                         | Wettbewerb        | 1. Runde           | 1. Runde | Achtelfinale          | Achtelfinale | Viertelfinale | Viertelfinale | Halbfinale | Halbfinale | Hoffnungsrunde Viertelfinale | Hoffnungsrunde Viertelfinale | Hoffnungsrunde Halbfinale | Hoffnungsrunde Halbfinale | Hoffnungsrunde Finale | Hoffnungsrunde Finale | Finale | Finale   | Rang |
| Athleten                         | Wettbewerb        | Gegner             | Ergebnis | Gegner                | Ergebnis     | Gegner        | Ergebnis      | Gegner     | Ergebnis   | Gegner                       | Ergebnis                     | Gegner                    | Ergebnis                  | Gegner                | Ergebnis              | Gegner | Ergebnis | Rang |
| -------------------------------- | ----------------- | ------------------ | -------- | --------------------- | ------------ | ------------- | ------------- | ---------- | ---------- | ---------------------------- | ---------------------------- | ------------------------- | ------------------------- | --------------------- | --------------------- | ------ | -------- | ---- |
| Freistil Frauen                  |                   |                    |          |                       |              |               |               |            |            |                              |                              |                           |                           |                       |                       |        |          |      |
| Agoro Papavasileiou              | Klasse bis 63 kg  | –                  | –        | Nadine Weinauge       | 1:3          | –             | –             | –          | –          | –                            | –                            | –                         | –                         | –                     | –                     | –      | –        |      |
| Maria Louiza Vryoni              | Klasse bis 69 kg  | –                  | –        | Krystsina Fedarashka  | 3:1          | Ilana Kratysh | 0:3           | –          | –          | –                            | –                            | –                         | –                         | Natalja Worobjowa     | 0:5                   | –      | –        | 4    |
| griechisch-römischer Stil Männer |                   |                    |          |                       |              |               |               |            |            |                              |                              |                           |                           |                       |                       |        |          |      |
| Apostolos Manouilidis            | Klasse bis 59 kg  | Arkadiusz Gucik    | 3:1      | Victor Ciobanu        | 0:4          | –             | –             | –          | –          | –                            | –                            | –                         | –                         | –                     | –                     | –      | –        |      |
| Vladimiros Matias                | Klasse bis 66 kg  | Istvan Levai       | 0:4      | –                     | –            | –             | –             | –          | –          | –                            | –                            | –                         | –                         | –                     | –                     | –      | –        |      |
| Petros Manouilidis               | Klasse bis 75 kg  | Dmytro Pyshkov     | 4:0      | –                     | –            | –             | –             | –          | –          | –                            | –                            | –                         | –                         | –                     | –                     | –      | –        |      |
| Nikolaos Varkas                  | Klasse bis 80 kg  | –                  | –        | Julius Matuzevičius   | 1:3          | –             | –             | –          | –          | –                            | –                            | –                         | –                         | –                     | –                     | –      | –        |      |
| Dimitrios Papadopoulos           | Klasse bis 85 kg  | Attila Tamás       | 0:5      | –                     | –            | –             | –             | –          | –          | –                            | –                            | –                         | –                         | –                     | –                     | –      | –        |      |
| Laokratis Kesidis                | Klasse bis 98 kg  | –                  | –        | Dimitriy Timchenko    | 0:3          | –             | –             | –          | –          | Mélonin Noumonvi             | 0:3                          | –                         | –                         | –                     | –                     | –      | –        |      |
| Alexander Papadatos              | Klasse bis 130 kg | –                  | –        | Iossif Tschuhaschwili | 0:4          | –             | –             | –          | –          | –                            | –                            | –                         | –                         | –                     | –                     | –      | –        |      |
| Freistil Männer                  |                   |                    |          |                       |              |               |               |            |            |                              |                              |                           |                           |                       |                       |        |          |      |
| Theocharis Kalanidis             | Klasse bis 57 kg  | –                  | –        | Aleksei Baskakov      | 1:3          | –             | –             | –          | –          | –                            | –                            | –                         | –                         | –                     | –                     | –      | –        |      |
| Nikos Arouzmanidis               | Klasse bis 65 kg  | George Bucur       | 1:4      | –                     | –            | –             | –             | –          | –          | –                            | –                            | –                         | –                         | –                     | –                     | –      | –        |      |
| George Savvoulidis               | Klasse bis 74 kg  | Michal Duba        | 4:0      | Aniuar Gedujew        | 0:3          | –             | –             | –          | –          | Ali Schabanau                | 0:4                          | –                         | –                         | –                     | –                     | –      | –        |      |
| Timofei Xenidis                  | Klasse bis 86 kg  | –                  | –        | Akhmed Aibuev         | 1:3          | –             | –             | –          | –          | –                            | –                            | –                         | –                         | –                     | –                     | –      | –        |      |
| Micheil Tsikovani                | Klasse bis 97 kg  | –                  | –        | Walerij Andrijzew     | 0:4          | –             | –             | –          | –          | –                            | –                            | –                         | –                         | –                     | –                     | –      | –        |      |
| Ioannis Arzoumanidis             | Klasse bis 125 kg | Dmitrijs Mihailovs | 3:0      | Dániel Ligeti         | 0:3          | –             | –             | –          | –          | –                            | –                            | –                         | –                         | –                     | –                     | –      | –        |      |

## Sambo
| Athleten         | Wettbewerb       | Achtelfinale  | Achtelfinale | Viertelfinale | Viertelfinale | Hoffnungsrunde Halbfinale | Hoffnungsrunde Halbfinale | Halbfinale | Halbfinale | Hoffnungsrunde Finale | Hoffnungsrunde Finale | Finale / Kampf um Bronze | Finale / Kampf um Bronze | Rang |
| Athleten         | Wettbewerb       | Gegner        | Ergebnis     | Gegner        | Ergebnis      | Gegner                    | Ergebnis                  | Gegner     | Ergebnis   | Gegner                | Ergebnis              | Gegner                   | Ergebnis                 | Rang |
| ---------------- | ---------------- | ------------- | ------------ | ------------- | ------------- | ------------------------- | ------------------------- | ---------- | ---------- | --------------------- | --------------------- | ------------------------ | ------------------------ | ---- |
| Männer           |                  |               |              |               |               |                           |                           |            |            |                       |                       |                          |                          |      |
| Mirmanis Iliadis | Klasse bis 74 kg | Martin Ivanov | 1:3          | –             | –             | –                         | –                         | –          | –          | –                     | –                     | –                        | –                        |      |

## Schießen
| Athleten                              | Klasse  | Wettbewerb        | Qualifikation   | Qualifikation | Finale          | Finale | Rang   |
| Athleten                              | Klasse  | Wettbewerb        | Ringe/ Scheiben | Rang          | Ringe/ Scheiben | Rang   | Rang   |
| ------------------------------------- | ------- | ----------------- | --------------- | ------------- | --------------- | ------ | ------ |
| Frauen                                |         |                   |                 |               |                 |        |        |
| Anna Korakaki                         | Pistole | Luftpistole 10 m  | 378             | 19            | –               | –      |        |
| Anna Korakaki                         | Pistole | Sportpistole 25 m | 290             | 5             | –               | –      |        |
| Männer                                |         |                   |                 |               |                 |        |        |
| Nikolaos Mavrommatis                  | Flinte  | Skeet             | 122             | 7             | –               | –      |        |
| Efthimios Mitas                       | Flinte  | Skeet             | 119             | 17            | –               | –      |        |
| Konstantinos Malgarinos               | Pistole | Luftpistole 10 m  | 571             | 24            | –               | –      |        |
| Mixed                                 |         |                   |                 |               |                 |        |        |
| Anna Korakaki Konstantinos Malgarinos | Pistole | Luftpistole 10 m  | 478             | 4             | 4               | 2      | Silber |

## Taekwondo
| Athleten                    | Wettbewerb        | Achtelfinale      | Achtelfinale | Viertelfinale     | Viertelfinale | Hoffnungsrunde Halbfinale | Hoffnungsrunde Halbfinale | Halbfinale | Halbfinale | Hoffnungsrunde Finale / Bronzekampf | Hoffnungsrunde Finale / Bronzekampf | Finale | Finale   | Rang |
| Athleten                    | Wettbewerb        | Gegner            | Ergebnis     | Gegner            | Ergebnis      | Gegner                    | Ergebnis                  | Gegner     | Ergebnis   | Gegner                              | Ergebnis                            | Gegner | Ergebnis | Rang |
| --------------------------- | ----------------- | ----------------- | ------------ | ----------------- | ------------- | ------------------------- | ------------------------- | ---------- | ---------- | ----------------------------------- | ----------------------------------- | ------ | -------- | ---- |
| Frauen                      |                   |                   |              |                   |               |                           |                           |            |            |                                     |                                     |        |          |      |
| Ioanna Koutsou              | Klasse bis 49 kg  | Kyriaki Kouttouki | 3:0          | Patimat Abakarova | 2:4           | –                         | –                         | –          | –          | –                                   | –                                   | –      | –        |      |
| Elpida Marina Dimitropoulou | Klasse bis 67 kg  | Haby Niaré        | 3:13         | –                 | –             | –                         | –                         | –          | –          | –                                   | –                                   | –      | –        |      |
| Männer                      |                   |                   |              |                   |               |                           |                           |            |            |                                     |                                     |        |          |      |
| Georgios Simitsis           | Klasse bis 58 kg  | Arman Irgalijew   | 2:11         | –                 | –             | –                         | –                         | –          | –          | –                                   | –                                   | –      | –        |      |
| Konstantinos Gkoltsios      | Klasse über 80 kg | Mahama Cho        | 10:5         | Vedran Golec      | 11:15         | –                         | –                         | –          | –          | –                                   | –                                   | –      | –        |      |

## Tischtennis
| Athleten                                                      | Wettbewerb | 1. Runde        | 1. Runde | 2. Runde      | 2. Runde | Achtelfinale  | Achtelfinale | Viertelfinale | Viertelfinale | Halbfinale | Halbfinale | Finale/Spiel um Platz 3 | Finale/Spiel um Platz 3 | Rang |
| Athleten                                                      | Wettbewerb | Gegner          | Ergebnis | Gegner        | Ergebnis | Gegner        | Ergebnis     | Gegner        | Ergebnis      | Gegner     | Ergebnis   | Gegner                  | Ergebnis                | Rang |
| ------------------------------------------------------------- | ---------- | --------------- | -------- | ------------- | -------- | ------------- | ------------ | ------------- | ------------- | ---------- | ---------- | ----------------------- | ----------------------- | ---- |
| Männer                                                        |            |                 |          |               |          |               |              |               |               |            |            |                         |                         |      |
| Panagiotis Gionis                                             | Einzel     | –               | –        | Kou Lei       | 2:4      | –             | –            | –             | –             | –          | –          | –                       | –                       |      |
| Kalinikos Kreanga                                             | Einzel     | Cedric Nuytinck | 4:3      | Adrian Crișan | 4:2      | Andrej Gaćina | 3:4          | –             | –             | –          | –          | –                       | –                       |      |
| Panagiotis Gionis Kalinikos Kreanga Konstantinos Papageorgiou | Mannschaft | –               | –        | –             | –        | Frankreich    | 1:3          | –             | –             | –          | –          | –                       | –                       |      |

## Triathlon
| Athleten              | Wettbewerb | Zeit (h)      | Rang          |
| --------------------- | ---------- | ------------- | ------------- |
| Frauen                |            |               |               |
| Deniz Dimaki          | Einzel     | überrundet    | überrundet    |
| Männer                |            |               |               |
| James Chronis         | Einzel     | nicht beendet | nicht beendet |
| Grigoris Souvatzoglou | Einzel     | 2:01:45       | 45            |

## Turnen

### Geräteturnen
| Athletinnen          | Wettbewerb           | Sprung | Sprung | Stufenbarren | Stufenbarren | Boden  | Boden | Schwebebalken | Schwebebalken | Gesamt | Gesamt |
| Athletinnen          | Wettbewerb           | Punkte | Rang   | Punkte       | Rang         | Punkte | Rang  | Punkte        | Rang          | Punkte | Rang   |
| -------------------- | -------------------- | ------ | ------ | ------------ | ------------ | ------ | ----- | ------------- | ------------- | ------ | ------ |
| Frauen               |                      |        |        |              |              |        |       |               |               |        |        |
| Myropi Christofilaki | Qualifikation        | –      | –      | 8,600        | 81           | 12,166 | 44    | 9,766         | 76            | 43,732 | 73     |
| Vasiliki Millousi    | Qualifikation        | –      | –      | 12,933       | 22           | 11,700 | 58    | 13,600        | 13            | 51,466 | 28     |
| Ioanna Xoulogi       | Qualifikation        | –      | –      | 9,266        | 77           | 11,566 | 60    | 11,033        | 63            | 44,631 | 71     |
| Mannschaft           | Mehrkampf Mannschaft | 26,433 | 20     | 22,199       | 17           | 23,866 | 19    | 24,633        | 14            | 97,131 | 16     |
| Vasiliki Millousi    | Mehrkampf Einzel     | 13,300 |        | 11,766       |              | 11,600 |       | 12,933        |               | 49,599 | 16     |

| Athleten               | Wettbewerb           | Boden  | Boden | Pauschenpferd | Pauschenpferd | Ringe  | Ringe | Sprung | Sprung | Barren | Barren | Reck   | Reck   | Gesamt  | Gesamt |
| Athleten               | Wettbewerb           | Punkte | Rang  | Punkte        | Rang          | Punkte | Rang  | Punkte | Rang   | Punkte | Rang   | Punkte | Rang   | Punkte  | Rang   |
| ---------------------- | -------------------- | ------ | ----- | ------------- | ------------- | ------ | ----- | ------ | ------ | ------ | ------ | ------ | ------ | ------- | ------ |
| Männer                 |                      |        |       |               |               |        |       |        |        |        |        |        |        |         |        |
| Nikolaos Iliopoulos    | Qualifikation        | 13,100 | 60    | 13,233        | 35            | 13,166 | 43    | –      | –      | 13,666 | 41     | 13,966 | 23     | 81,364  | 31     |
| Vlasis Maras           | Qualifikation        | 13,733 | 42    | 12,966        | 42            | 12,066 | 68    | –      | –      | 13,733 | 36     | 15,766 | 1      | –       | –      |
| Eleftherios Petrounias | Qualifikation        | 13,966 | 37    | 12,700        | 48            | 15,733 | 1     | –      | –      | 12,633 | 71     | 12,133 | 73     | 81,465  | 30     |
| Mannschaft             | Mannschaft Mehrkampf | 27,699 | 16    | 26,199        | 12            | 28,899 | 3     | 28,533 | 14     | 27,399 | 17     | 29,732 | 4      | 168,461 | 10     |
| Vlasis Maras           | Reck                 | –      | –     | –             | –             | –      | –     | –      | –      | –      | –      | 15,366 | Silber | –       | –      |
| Eleftherios Petrounias | Ringe                | –      | –     | –             | –             | 15,633 | Gold  | –      | –      | –      | –      | –      | –      | –       | –      |

### Rhythmische Sportgymnastik
| Athletinnen    | Wettbewerb | Qualifikation | Qualifikation | Finale | Finale | Rang |
| Athletinnen    | Wettbewerb | Punkte        | Rang          | Punkte | Rang   | Rang |
| -------------- | ---------- | ------------- | ------------- | ------ | ------ | ---- |
| Frauen         |            |               |               |        |        |      |
| Varvara Filiou | Mehrkampf  | –             | –             | 67,450 | 14     | 14   |
| Varvara Filiou | Reifen     | 15,450        | 20            | –      | –      |      |
| Varvara Filiou | Ball       | 17,550        | 10            | –      | –      |      |
| Varvara Filiou | Keulen     | 16,950        | 12            | –      | –      |      |
| Varvara Filiou | Band       | 17,500        | 9             | –      | –      |      |

### Trampolin
| Athleten                            | Wettbewerb | Qualifikation | Qualifikation | Finale | Finale | Rang |
| Athleten                            | Wettbewerb | Punkte        | Rang          | Punkte | Rang   | Rang |
| ----------------------------------- | ---------- | ------------- | ------------- | ------ | ------ | ---- |
| Frauen                              |            |               |               |        |        |      |
| Paraskevi Angelousi                 | Einzel     |               |               | –      | –      |      |
| Lila Kasapoglou                     | Einzel     |               |               | –      | –      |      |
| Paraskevi Angelousi Lila Kasapoglou | Synchron   | 77,000        | 8             | –      | –      |      |
| Männer                              |            |               |               |        |        |      |
| Apostolos Koutavas                  | Einzel     |               |               | –      | –      |      |

## Wassersport

### Schwimmen
Hier fanden Jugendwettbewerbe statt. Bei den Frauen ist das die U17 (Jahrgang 1999) und bei den Männern die U19 (Jahrgang 1997).
| Athleten                                                                                       | Wettbewerb          | Vorlauf     | Vorlauf | Halbfinale  | Halbfinale | Finale      | Finale | Rang   |
| Athleten                                                                                       | Wettbewerb          | Zeit        | Rang    | Zeit        | Rang       | Zeit        | Rang   | Rang   |
| ---------------------------------------------------------------------------------------------- | ------------------- | ----------- | ------- | ----------- | ---------- | ----------- | ------ | ------ |
| Frauen                                                                                         |                     |             |         |             |            |             |        |        |
| Eleni Kontogeorgou                                                                             | 50 m Brust          | 34,23 s     | 30      | -           | -          | -           | -      |        |
| Eleni Kontogeorgou                                                                             | 100 m Brust         | 1:14,65 min | 29      | -           | -          | -           | -      |        |
| Eleni Kontogeorgou                                                                             | 200 m Brust         | 2:36,30 min | 14      | 2:35,74 min | 12         | -           | -      |        |
| Ilektra Varvara Lebl                                                                           | 50 m Schmetterling  | 27,77 s     | 5       | 27,77 s     | 10         | -           | -      |        |
| Ilektra Varvara Lebl                                                                           | 100 m Schmetterling | 1:01,18 min | 6       | 1:00,43 min | 4          | 1:00,54 min | 3      | Bronze |
| Ilektra Varvara Lebl                                                                           | 200 m Lagen         | 2:21,90 min | 14      | 2:16,97 min | 8          | 2:18,80 min | 8      | 8      |
| Ioanna Sacha                                                                                   | 50 m Rücken         | 30,78 s     | 21      | -           | -          | -           | -      |        |
| Ioanna Sacha                                                                                   | 100 m Rücken        | 1:05,09 min | 17      | 1:04,73 min | 15         | -           | -      |        |
| Ioanna Sacha                                                                                   | 200 m Rücken        | 2:18,66 min | 9       | 2:16,63 min | 7          | 2:18,75 min | 8      | 8      |
| Männer                                                                                         |                     |             |         |             |            |             |        |        |
| Dimitrios Dimitriou                                                                            | 200 m Freistil      | 1:52,51 min | 18      | 1:51,21 min | 7          | 1:51,39 min | 7      | 7      |
| Dimitrios Dimitriou                                                                            | 400 m Freistil      | 3:55,15 min | 5       | -           | -          | 3:52,57 min | 2      | Silber |
| Georgios Fragkoudakis                                                                          | 50 m Brust          | 29,34 s     | 25      | -           | -          | -           | -      |        |
| Georgios Fragkoudakis                                                                          | 100 m Brust         | 1:04,15 min | 19      | -           | -          | -           | -      |        |
| Athanasios Charalampos Kynigakis                                                               | 200 m Schmetterling | 2:02,70 min | 13      | 2:00,23 min | 6          | 2:00,26 min | 6      | 6      |
| Athanasios Charalampos Kynigakis                                                               | 400 m Lagen         | 4:25,78 min | 8       | -           | -          | 4:25,21 min | 5      | 5      |
| Konstantinos Meretsolias                                                                       | 100 m Brust         | 1:04,30 min | 20      | -           | -          | -           | -      |        |
| Konstantinos Meretsolias                                                                       | 200 m Brust         | 2:17,06 min | 10      | 2:15,24 min | 7          | 2:16,36 min | 8      | 8      |
| Konstantinos Meretsolias                                                                       | 400 m Lagen         | 4:25,78 min | 8       | -           | -          | 4:25,21 min | 5      | 5      |
| Nikolaos Sofianidis                                                                            | 50 m Rücken         | 26,26 s     | 6       | 26,03 s     | 5          | 25,92 s     | 5      | 5      |
| Nikolaos Sofianidis                                                                            | 100 m Rücken        | 56,29 s     | 8       | 55,58 s     | 7          | 55,43 s     | 5      | 5      |
| Nikolaos Sofianidis                                                                            | 200 m Rücken        | 2:03,18 min | 11      | 2:02,54 min | 10         | -           | -      |        |
| Dimitrios Dimitriou Georgios Fragkoudakis Athanasios Charalampos Kynigakis Nikolaos Sofianidis | 4×100 m Lagen       | 3:50,74 min | 12      | -           | -          | -           | -      |        |

### Synchronschwimmen
Hier fanden Jugendwettbewerbe statt. Im Synchronwettbewerb traten U19 (Jahrgang 1997) Schwimmerinnen an.
| Athletinnen                       | Wettbewerb        | Qualifikation – Freie Kür | Qualifikation – Freie Kür | Finale – Freie Kür | Finale – Freie Kür | Rang |
| Athletinnen                       | Wettbewerb        | Punkte                    | Rang                      | Punkte             | Rang               | Rang |
| --------------------------------- | ----------------- | ------------------------- | ------------------------- | ------------------ | ------------------ | ---- |
| Frauen                            |                   |                           |                           |                    |                    |      |
| Athanasia Tsola                   | Solo              | 156,1727                  | 7                         | 156,4060           | 6                  | 6    |
| Giana Gkeorgkieva Athanasia Tsola | Duett             | 156,0439                  | 6                         | 155,6105           | 6                  | 6    |
| Mannschaft                        | Team              | 152,1074                  | 7                         | 151,1741           | 7                  | 7    |
| Mannschaft                        | Freie Kombination | 81,9000                   | 6                         | 82,2333            | 6                  | 6    |

### Wasserball
Hier fanden Jugendwettbewerbe statt. Bei den Wasserballteams waren das die U18-Mannschaften (Jahrgang 1998).
| Wettbewerb         | Frauen | Männer |
| ------------------ | --- | --- |
| Athleten           | Adamantia Doureka Nikoleta Eleftheriadou Eleni Elliniadi Milva Kalogerakou Silia Logotheti Evangelia Loudi Ifigenia Mavrota Maria Patra Vasiliki Plevritou Elisavet Protopapas Artemis Safeti Eleni Sotireli Ioanna Stamatopoulou | Kimon Alexiou Konstantinos Chondrokoukis Nikolaos Delagrammatikas Nikolaos Gardikas Grigorios Giannopoulos Nikolaos Kalargyros Foivos Kalis Adamantios Mantis (†) Dimitrios Nikolaidis Alexandros Papanastasiou Nikolaos Papasifakis Polymeris Siordilis Dimitrios Skoumpakis |
| Gruppenphase       | Vereinigtes Königreich 20:2 Niederlande 14:8 Ungarn 10:11 Deutschland 15:4 Israel 19:4 | Montenegro 16:12 Türkei 11:3 Kroatien 12:13 |
| Platzierungsspiele | – | Frankreich 16:7 Ungarn 15:13 |
| Halbfinale         | Spanien 6:9 | Serbien 12:13 |
| Finale             | Italien 8:7 | Kroatien 11:10 |
| Platzierung        | Bronze | Bronze |

### Wasserspringen
Hier fanden die Junioreneuropameisterschaften der U19 (Jahrgang 1997) statt.
| Athleten                             | Wettbewerb           | Vorkampf | Vorkampf | Finale | Finale | Rang |
| Athleten                             | Wettbewerb           | Punkte   | Rang     | Punkte | Rang   | Rang |
| ------------------------------------ | -------------------- | -------- | -------- | ------ | ------ | ---- |
| Männer                               |                      |          |          |        |        |      |
| Konstantinos Koutsioumpis            | Kunstspringen 1 m    | 355,60   | 24       | –      | –      |      |
| Konstantinos Koutsioumpis            | Kunstspringen 3 m    | 371,80   | 27       | –      | –      |      |
| Dimitrios Molvalis                   | Kunstspringen 1 m    | 395,55   | 15       | –      | –      |      |
| Nikolaos Molvalis                    | Kunstspringen 3 m    | 422,00   | 21       | –      | –      |      |
| Dimitrios Molvalis Nikolaos Molvalis | Synchronspringen 3 m | –        | –        | 237,75 | 10     | 10   |